# Commanderie française de Saint-Jean
La commanderie française de Saint-Jean est une association française à but non lucratif qui se rattache à l'ordre protestant de Saint-Jean. Elle agit dans le domaine du handicap en France et à l'étranger.

## Histoire
L'association est créée le 29 avril 1960 comme branche française de l'Ordre protestant de Saint-Jean, sous le nom "Association évangélique des chevaliers de l'ordre militaire et hospitalier de Saint-Jean-de-Jérusalem, Langue de France". Cette organisation, appelée aussi bailliage de Brandebourg de l'ordre de chevalerie de l'hôpital de Saint-Jean de Jérusalem (en allemand, der Brandebourg Balley des Ritterlichen Ordens Sankt Johannis vom Spital zu Jerusalem résulte de la scission en 1538 avec l'ordre historique de Saint-Jean de Jérusalem, lorsque le grand bailliage de Brandebourg s'est rallié à la religion réformée. Il est restauré comme ordre distinctif en 1852 par le roi de Prusse Frédéric-Guillaume IV, alors que l'ordre souverain de Malte, catholique, est lui-même en reformation après sa destruction par  Napoléon Ier. En 1961, la commanderie française de Saint-Jean adhère à l'Alliance des ordres de Saint-Jean.
Le 15 juin 1962, l'association change son appellation officielle qui devient "Ordre militaire et hospitalier des chevaliers de Saint-Jean de Jérusalem, dit Ordre de Saint-Jean". Le 25 mars 1982, l'ordre change à nouveau son titre pour s'appeler "Commanderie française de l'Ordre des Chevaliers de Saint-Jean de l'hôpital de Jérusalem, dit Ordre de Saint-Jean".
L'association travaille au sein d'hôpitaux français et étrangers, publics et privés. L'association française des Œuvres de Saint-Jean gère neuf maisons d’accueil en milieu hospitalier à Paris et en province :
- Maison des familles Saint-Jean et Maison des parents Saint-Jean à l'hôpital Necker-Enfants malades (Paris 15e) ;
- Maison des parents Saint-Jean à l'hôpital Saint-Louis (Paris 10e) ;

- Maison Saint-Jean La Croisée à l'hôpital de la Croix Saint-Simon au sein de l'hôpital des Diaconesses de Reuilly (Paris 12e);
- Maison Saint-Jean La Clairière à proximité de l'hôpital Raymond-Poincaré à Garches (Hauts-de-Seine) ;
- Maison des familles Saint-Jean à l'hôpital Pellegrin à Bordeaux ;
- Maison Saint-Jean au Centre hospitalier Lyon Sud Pierre Bénite à Lyon ;
- Maison Saint-Jean à l'Institut régional du Cancer à Montpellier ;
- Maison hospitalière Saint-Jean au CHU Hôtel-Dieu à Nantes.

Le commandeur actuel de la commanderie est Laurent Sauquet depuis le 1er janvier 2020. Le président de l'association des œuvres est Thibaud de Luze. 
L'Ordre de Saint-Jean fait partie des œuvres reconnues par l'Église protestante unie de France.

## Liste des commandeurs
- Antoine de Clermont, 1960-1979
- Bertrand de Bary, 1979-2004
- Pierre Chomiac de Sas, 2004-2019
- Laurent Sauquet, 2020-